# Paavoharju
Paavoharju é uma banda finlandesa de música experimental, com influências religiosas, oníricas, sons da natureza finlandesa e trilhas sonoras antigas de videogames.
Seus integrantes possuem um estilo de vida quase ascético e, apesar de uma relativa fama alcançada em círculos indies, ainda são praticamente desconhecidos em sua cidade natal, a relativamente pequena Savonlinna.

## Discografia

### Álbuns
- Yhä Hämärää (2005)

### EPs
- Tuote-akatemia / Unien Savonlinna (2006) - Download gratuito

## Integrantes
A banda não possui um "elenco" fixo, mas o seu núcleo é formado por:
- Lauri Ainala
- Olli Ainala
- Jenni Koivistoinen
- Toni Kähkönen

### Outros integrantes
Outros músicos e/ou conhecidos são convidados para participar dos discos, entre eles estão:
- Johannes Pitkänen
- Toni Kähkönen
- Antti Lind
- Joose Keskitalo
- Lari Lätti
- Soila Virtanen